# Catasigerpes
Catasigerpes es un género de mantis de la subfamilia Acromantinae.